# Audio i Video API
HTML5 video – element języka HTML wprowadzony w HTML 5, służący do odtwarzania plików wideo bez konieczności instalowania dodatkowych wtyczek do przeglądarki. Wprowadzenie tagu <video> jest utrudnione przez brak porozumienia producentów przeglądarek w sprawie kodeka wideo.

## Przykład
Przykładowy fragment kodu HTML5 wykorzystujący tag <video>. Jeżeli tag ten nie jest obsługiwany, wyświetli się wpisany tekst.
```
<
video
 
src
=
"movie.mp4"
 
controls
>

Twoja przeglądarka nie obsługuje tagu wideo.

</
video
>

```

Element <source> służy do wskazania alternatywnych formatów wideo. Jeżeli przeglądarka nie może odtworzyć pierwszego pliku, spróbuje odtworzyć następny:
```
<
video
 
controls
>

 
<
source
 
src
=
"video.webm"
 
type
=
"video/webm"
>

 
<
source
 
src
=
"video.ogv"
 
type
=
"video/ogg"
>

 
<
source
 
src
=
"video.mp4"
 
type
=
"video/mp4"
>

 Twoja przeglądarka nie obsługuje tagu wideo.

</
video
>

```

## Przeglądarki obsługujące tag<video>
Tabela przedstawia przeglądarki obsługujące element <video> w HTML5. Wartości w tabeli oznaczają od której wersji dany format jest obsługiwany.
| Przeglądarka      | Ostatnia stabilna wersja               | Obsługiwane formaty | Obsługiwane formaty | Obsługiwane formaty | Obsługiwane formaty |
| Przeglądarka      | Ostatnia stabilna wersja               | Ogg Theora          | H.264               | VP8 (WebM)          | VP9 (WebM)          |
| ----------------- | -------------------------------------- | ------------------- | ------------------- | ------------------- | ------------------- |
| Internet Explorer | 5.2.3 (16 czerwca 2003) [±]            | Tak                 | 9.0                 | Nie                 | Nie                 |
| Mozilla Firefox   | 137.0b9 (21 marca 2025) [±]            | 3.5                 | 21.0                | 4.0                 | 28.0                |
| Google Chrome     | 134.0.6998.165/166 (21 marca 2025) [±] | 3.0                 | 3.0                 | 6.0                 | 16.0                |
| Safari            |                                        | Nie                 | 3.1                 | Nie                 | Nie                 |
| Opera             | 117.0.5408.154 (25 marca 2025) [±]     | 10.50               | 24.0.1558.21        | 10.60               | 16.0                |
| Konqueror         |                                        | 4.4                 | Tak                 | Tak                 | Nie                 |
| Epiphany          | 48.0 (13 marca 2025) [±]               | 2.28                | Tak                 | Tak                 | Nie                 |

## Zastosowanie
Od wprowadzenia przez Apple urządzenia iPad wiele witryn zaczęło stosować HTML5 video w formacie H.264 dla urządzeń identyfikujących się jako iPad.
Pomimo większej popularności Adobe Flash nad wideo w HTML5, to wprowadzone eksperymentalne odtwarzanie wideo w HTML5 w serwisach Dailymotion (przy użyciu Ogg Theora i Vorbis), YouTube (przy użyciu H.264 i WebM) i Vimeo (przy użyciu H.264) wskazują, że zainteresowanie wideo w HTML5 wzrasta.

## Problem patentu H.264
Ostatni patent H.264 wygasa 29 listopada 2027. Dlatego też istnieją kampanie promujące porzucenie tego formatu na rzecz Ogg Theora i WebM. Powodem jest także fakt, że o ile użycie do transmisji niekomercyjnej filmu zapisanego tym w formacie w Internecie jest bezpłatne, to samo oprogramowanie do odtworzenia musi pokryć opłatę licencyjną. Inną propozycją (np. Nokii) jest wykorzystanie formatu ITU H.261 którego część została zdefiniowana w lub przed listopadem 1988. Definicja z 1990 H.261 miała pozostałe fragmenty nie zawarte w definicji z 1988.